# Хеджкок, Джордж Грэнт
Джордж Грэнт Хе́джкок (англ. George Grant Hedgcock, 1863—1946) — американский миколог и фитопатолог в Небраске.

## Биография
Родился в городке Огаста на западе Иллинойса.
Учился в Небраскском университете, в 1899 году получил степень бакалавра, в 1901 году — степень магистра. Переехав в Сент-Луис, продолжил обучение в Университете Вашингтона. В 1906 году защитил диссертацию доктора философии по теме «Исследования некоторых пигментообразующих грибов, окрашивающих древесину». Впоследствии некоторое время работал инструктором в Небраскском университете.
С 1928 года работал главным фитопатологом в Министерстве сельского хозяйства Небраски.
Член Ботанического общества Америки, Фитопатологического общества Америки, Ботанического общества Вашингтона, общества Сигма Кси. Автор свыше 100 публикаций. В сферу научных интересов Хеджкока входили грибные болезни хвойных, ржавчинные грибы родов Cronartium, Peridermium.
Скончался 1 июня 1946 года в Мэриленде.

## Некоторые публикации
- Hedgcock, G. G. Studies upon Some Chromogenic Fungi Which Discolor Wood // Missouri Botanical Garden Annual Report. — 1906. — P. 59—114.
- Hedgcock, G. G. Field studies of the crown-gall and hairy-root of the apple tree. — Washington, 1910. — 108 p.
- Hedgcock, G. G. Field studies of the crowngall ("broussin, exostoses") of the grape. — Washington, 1910. — 40 p.
- Hedgcock, G. G. Heart-rot of oaks and poplars caused by Polyporus dryophilus // Journal of Agricultural Research. — 1914. — Vol. 3. — P. 65—78.
- Hedgcock, G. G., Bethel, E., Hunt, N. R. Piñon blister-rust // Journal of Agricultural Research. — 1918. — Vol. 10. — P. 411—424.

## Виды, названные именем Дж. Хеджкока
- Hypoderma hedgcockii Dearn., 1926 — Ploioderma hedgcockii (Dearn.) Darker, 1967